# Кошаркашка арена (Лондон)
Кошаркашка арена (енгл. Basketball Arena) је монтажна спортска дворана изграђена за потребе Летњих олимпијских игара 2012. године. Налази се у оквиру Олимпијског парка, у лондонском Ист Енду (четврт Стратфорд).
Пројекат дворане израђен је у јуну 2008. и по пројекту дворана је изграђена као монтажни привремени објекат који ће бит размонтиран након игара. Са капацитетом од 12.000 места за кошаркашке утакмице ово је уједно и највећи монтажни објекат овог типа на Олимпијским играма.
Радови на дворани почели су у пролеће 2010. и поверени су шкотској компанији Barr Construction Ltd и трајали су 15 месеци, до јуна 2011. године.
Основу дворане чини челична конструкција тешка 1.000 тона, која је са спољне стране прекривена са 20.000 м² рециклираног ПВЦ платна на којем ће се током игара представљати виртуалне пројекције. Столице у дворани су у нијансама наранџасте и црне боје и симболично представљају кошарку као спорт (боја кошаркашке лопте).
Дворана је намењена неким кошаркашким утакмицама, те завршници рукометног турнира, док ће се током церемоније свечаног отварања игара, спортисти који буду учествовали у дефилеу на централном Олимпијском стадиону припремати управо у овој дворани.